# امرالله شیخیانی
امرالله شیخیانی از فعالان سیاسی ایران و دبیرکل حزب مردم است.
او در تاریخ ۲۵ فرودین ۱۳۹۶ نامزد انتخابات دوازدهمین دوره ریاست جمهوری شد.